# Film in 2003
Dit artikel gaat over de film in het jaar 2003. Bekende films uit 2003 zijn The Lord of the Rings: The Return of the King, de twee vervolgen op The Matrix, Finding Nemo en het eerste deel van Pirates of the Caribbean. 2003 was wereldwijd een zeer succesvol filmjaar.

## Gebeurtenissen
- 24 februari – The Pianist, geregisseerd door Roman Polański wint 7 Cesar Awards: Beste Film, Beste Regisseur, Beste Acteur, Beste Geluid, Beste Productiedesign, Beste Muziek en Beste Cinematografie.
- 17 november – Arnold Schwarzenegger wordt beëdigd tot gouverneur van Californië.
- 22 november – De twee vervolgen op The Matrix uit 2003 werden beide niet genomineerd voor een Oscar voor Beste Acteur. De eerste film werd zeer goed ontvangen.

## Succesvolste films
De tien films uit 2003 die het meest opbrachten.
| Plaats | Titel                                                  | Distributeur                                     | Opbrengst      | Opbrengst    | Opbrengst           | Opbrengst   |
| Plaats | Titel                                                  | Distributeur                                     | Wereldwijd     | VS/Canada    | Verenigd Koninkrijk | Australië   |
| ------ | ------------------------------------------------------ | ------------------------------------------------ | -------------- | ------------ | ------------------- | ----------- |
| 1.     | The Lord of the Rings: The Return of the King          | New Line Cinema                                  | $1.120.424.614 | $377.027.325 | £60.666.284         | $49.161.709 |
| 2.     | Finding Nemo                                           | Walt Disney Pictures                             | $867.893.978   | $339.714.978 | £37.360.000         | $36.915.521 |
| 3.     | The Matrix Reloaded                                    | Warner Bros.                                     | $828.770.175   | $281.576.461 | £33.420.000         | $33.217.632 |
| 4.     | Pirates of the Caribbean: The Curse of the Black Pearl | Walt Disney Pictures                             | $654.264.015   | $305.413.918 | £28.170.000         | $24.918.905 |
| 5.     | Bruce Almighty                                         | Universal Pictures                               | $484.592.874   | $242.829.261 | £23.640.000         | $20.397.703 |
| 6.     | The Last Samurai                                       | Warner Bros.                                     | $456.758.981   | $111.127.263 | £11.688.667         | $12.409.243 |
| 7.     | Terminator 3: Rise of the Machines                     | Warner Bros. (VS) Columbia Pictures (wereldwijd) | $433.371.112   | $150.371.112 | £18.789.175         | $18.940.017 |
| 8.     | The Matrix Revolutions                                 | Warner Bros.                                     | $427.343.298   | $139.313.948 | £17.754.338         | $17.927.972 |
| 9.     | X2: X-Men United                                       | 20th Century Fox                                 | $407.711.549   | $214.949.694 | £20.500.928         | $16.292.706 |
| 10.    | Bad Boys II                                            | Columbia Pictures                                | $273.339.556   | $138.608.444 | £8.575.654          | $10.519.208 |

## Prijzen
76ste Academy Awards:
Beste Film: The Lord of the Rings: The Return of the King
Beste Regisseur: Peter Jackson – The Lord of the Rings: The Return of the King
Beste Acteur: Sean Penn – Mystic River
Beste Actrice: Charlize Theron – Monster
Beste Mannelijke Bijrol: Tim Robbins – Mystic River
Beste Vrouwelijke Bijrol: Renée Zellweger – Cold Mountain
Beste Niet-Engelstalige Film: Les Invasions barbares (The Barbarian Invasions), geregisseerd door Denys Arcand, Canada
Beste Animatiefilm: Finding Nemo, geregisseerd door Andrew Stanton, Verenigde Staten
61ste Golden Globe Awards:
Drama:
Beste Film: The Lord of the Rings: The Return of the King
Beste Acteur: Sean Penn – Mystic River
Beste Actrice: Charlize Theron – Monster
Musical of Komedie:
Beste Film: Lost in Translation 
Beste Acteur: Bill Murray – Lost in Translation
Beste Actrice: Diane Keaton – Something's Gotta Give
Overige
Beste Regisseur:Peter Jackson – The Lord of the Rings: The Return of the King
Beste Buitenlandse Film: Osama, Afghanistan / Nederland / Japan / Ierland / Iran
BAFTA Awards:
Beste Film: The Lord of the Rings: The Return of the King
Beste Acteur: Bill Murray – Lost in Translation
Beste Actrice: Scarlett Johansson – Lost in Translation
Palme d'Or (Filmfestival van Cannes):
Elephant, geregisseerd door Gus Van Sant, Verenigde Staten
Gouden Leeuw (Filmfestival van Venetië):
Vozvrasjtsjenie (The Return), geregisseerd door Andrej Zvjagintsev, Rusland
Gouden Beer (Filmfestival van Berlijn):
In This World, geregisseerd door Michael Winterbottom, Groot-Brittannië

## Lijst van films
0-9
- 2 Fast 2 Furious
- 21 Grams

A
- Agent Cody Banks
- Alex and Emma
- American Splendor
- American Wedding
- Anger Management
- Anything Else

B
- Bad Boys II
- Bad Santa
- Basic
- Beyond Borders
- Beyond Re-Animator
- Big Fish
- Biker Boyz
- Blizzard
- Blueprint
- Bon Voyage
- Bright Young Things
- Bringing Down the House
- Brother Bear
- The Brown Bunny
- Bruce Almighty
- Bulletproof Monk

C
- Calendar Girls
- Capturing the Friedmans
- Carolina
- The Cat in the Hat
- Charlie's Angels: Full Throttle
- Cheaper by the Dozen
- Code 46
- Coffee and Cigarettes
- Cold Creek Manor
- Cold Mountain
- The Company
- Confidence
- The Cooler
- The Core
- The Corporation
- Cradle 2 the Grave
- The Cunning Little Vixen (animatieversie)

D
- Daddy Day Care
- Daredevil
- Darkness Falls
- Deliver Us from Eva
- Dickie Roberts: Former Child Star
- Le Divorce
- Dogville
- Down with Love
- Dreamcatcher
- The Dreamers
- Dumb and Dumberer: When Harry Met Lloyd
- Duplex
- DysFunKtional Family

E
- Eierdiebe
- Elephant
- Elf

F
- Facing Windows
- Festival Express
- The Fighting Temptations
- Final Destination 2
- Finding Nemo
- Flywheel
- The Fog of War
- Foolproof
- Freaky Friday
- Freddy vs. Jason
- From Justin to Kelly

G
- Gigli
- Girl with a Pearl Earring
- Gods and Generals
- Godzilla: Tokyo S.O.S.
- Going Greek
- Going for Broke
- Good Boy!
- Good Bye, Lenin!
- The Gospel of John
- Gothika
- Grand Theft Parsons
- Green Tea
- Grind
- De grønne slagtere
- A Guy Thing

H
- The Haunted Mansion
- Haute tension
- Head of State
- Highwaymen
- Holes
- Hollywood Homicide
- Honey
- House of 1000 Corpses
- House of Sand and Fog
- House of the Dead
- How to Deal
- How to Lose a Guy in 10 Days
- Hulk
- The Human Stain
- The Hunted

I
- I Am David
- I'm Not Scared
- Identity
- Imagining Argentina
- In the Cut
- The In-Laws
- Indigo
- Intermission
- Intolerable Cruelty
- Les Invasions barbares
- It Runs in the Family
- The Italian Job

J
- Japanese Story
- Jeepers Creepers 2
- Jeux d'enfants
- Johnny English
- Jungle Boek 2 (Engels: The Jungle Book 2)
- Ju-on: The Grudge
- Just Married

K
- Kaena: The Prophecy
- Kal Ho Naa Ho
- Kangaroo Jack
- Kart Racer
- Kill Bill: Vol. 1
- Kitchen Stories
- Koi... Mil Gaya
- Kontroll

L
- Lara Croft Tomb Raider: The Cradle of Life
- The Last Samurai
- The League of Extraordinary Gentlemen
- Legally Blonde 2: Red, White & Blonde
- The Life of David Gale
- The Lizzie McGuire Movie
- Looney Tunes: Back in Action
- The Lord of the Rings: The Return of the King
- Lost in Translation
- Love Actually
- Love Don't Cost a Thing
- Luther

M
- Malibu's Most Wanted
- A Man Apart
- Marci X
- Masked and Anonymous
- Master and Commander: The Far Side of the World
- Matchstick Men
- The Matrix Reloaded
- The Matrix Revolutions
- The Medallion
- La meglio gioventù
- A Mighty Wind
- Mimic 3: Sentinel
- The Missing
- Mona Lisa Smile
- Monsieur Ibrahim et les fleurs du Coran
- Monster
- The Mother
- My Boss's Daughter
- My Life Without Me
- Mystic River

N
- National Lampoon's Gold Diggers
- National Security
- Ned Kelly

O
- Old School
- Once Upon a Time in Mexico
- Ong-Bak: Muay Thai Warrior
- Open Range
- Open Water
- Osama
- Otets i syn (Father and Son)
- Out of Time

P
- Paycheck
- Peter Pan
- Piglet's Big Movie
- Pirates of the Caribbean: The Curse of the Black Pearl
- Pokémon 5: Helden
- Polleke
- Prey for Rock & Roll

R
- Radio
- The Real Cancun
- The Reckoning
- The Recruit
- Ricordati di me
- Rugrats Go Wild!
- The Runaway Jury
- The Rundown

S
- Scary Movie 3
- School of Rock
- Schultze Gets the Blues
- Seabiscuit
- Secondhand Lions
- Shanghai Knights
- Shattered Glass
- Sinbad: Legend of the Seven Seas
- The Sin Eater
- Soldados de Salamina
- Something's Gotta Give
- Southlander
- Spy Kids 3-D: Game Over
- The Station Agent
- The Statement
- Stuck on You
- S.W.A.T.
- Swimming Pool
- Swing
- Sylvia

T
- Tears of the Sun
- Terminator 3: Rise of the Machines
- The Texas Chainsaw Massacre
- Thirteen
- Timeline
- Tokyo Godfathers
- Touching the Void
- Travellers and Magicians
- Les triplettes de Belleville
- Tupac: Resurrection
- Twist

U
- Uncle Nino
- Under the Tuscan Sun
- Underworld
- Uptown Girls

V
- Het verboden elftal
- Veronica Guerin
- View from the Top
- Vozvrasjtsjenie (The Return)

W
- What a Girl Wants
- Wheel of Time
- Willard
- Wonderful Days
- Wonderland
- Wrong Turn

X
- X2: X-Men United

Y
- The Yes Men
- Young Adam
- Young Black Stallion

Z
- Zatoichi (The Blind Swordsman)
- Zhou Yu's Train

### Lijst van Nederlandse films
- De arm van Jezus
- Boy Ecury
- Cloaca
- Grimm
- Interview
- Julie en Herman
- Kees de jongen
- Lebenspornografie
- Liever verliefd
- Loverboy
- Novemberlicht
- De Passievrucht
- Phileine zegt sorry
- Pietje Bell 2: De Jacht op de Tsarenkroon
- Pipo en de p-p-parelridder
- De schippers van de Kameleon
- Sinterklaas en het Gevaar in de Vallei
- Van God Los
- Verder dan de maan

## Overleden
- 4 januari – Conrad Hall, cameraman
- 8 januari – Ron Goodwin, Brits, filmmuziek
- 11 januari – Maurice Pialat, Franse filmregisseur
- 11 januari – Anthony Havelock-Allan, Brits schrijver
- 12 januari – Maurice Gibb, zanger, componist, acteur
- 13 januari – Norman Panama, schrijver en regisseur
- 18 januari – Richard Crenna, acteur
- 23 januari – Nell Carter, zanger, actrice
- 25 januari – Robert Rockwell, acteur
- 29 januari – Peter Shaw, producer; echtgenoot van actrice Angela Lansbury
- 9 februari – Vera Hruba Ralston, actrice
- 10 februari – Jack Brodsky, producer
- 22 februari – Daniel Taradash, voormalig president van AMPAS, won een Oscar
- 25 februari – Alberto Sordi, Italiaanse komedielegende
- 3 maart – Horst Buchholz, Duitse acteur
- 8 maart – Karen Morley, actrice
- 8 maart – Adam Faith, Britse zanger en acteur
- 9 maart – Stan Brakhage, filmmaker
- 12 maart – Lynne Thigpen, acteur
- 15 maart – Thora Hird, Britse actrice
- 24 maart – Philip Yordan, schrijver
- 31 maart – Michael Jeter, acteur
- 1 april – Leslie Cheung, acteur en zanger
- 2 april – Michael Wayne, filmproducer; oudste zoon van John Wayne
- 12 april – Sydney Lassick, acteur
- 21 april – Nina Simone, jazzzanger
- 26 april – Peter Stone, schrijver
- 27 april – Elaine Steinbeck, actrice
- 3 mei – Suzy Parker, actrice, model
- 14 mei – Wendy Hiller, actrice
- 14 mei – Robert Stack, acteur
- 15 mei – June Carter Cash, Amerikaanse countryzanger, vrouw van Johnny Cash
- 28 mei – Martha Scott, actrice
- 2 juni – Richard Cusack, 77
- 7 juni – Trevor Goddard, acteur
- 7 juni – Tony McAuley, filmmaker, televisiemaker
- 12 juni – Gregory Peck, acteur
- 15 juni – Hume Cronyn, acteur
- 29 juni – Katharine Hepburn, actrice
- 30 juni – Buddy Hackett, comic, acteur
- 1 juli – N!Xau, acteur
- 6 juli – Buddy Ebsen, acteur
- 25 juli – John Schlesinger, regisseur
- 27 juli – Bob Hope, comedian, acteur
- 1 augustus – Marie Trintignant, Franse actrice en dochter van acteur Jean-Louis Trintignant.
- 2 augustus – Don Estelle, acteur
- 9 augustus – Gregory Hines, acteur, dancer.
- 30 september – Charles Bronson, acteur
- 8 september – Leni Riefenstahl, Duitse filmmaker
- 9 september – Larry Hovis, acteur
- 10 september – Harry Goz, stemacteur voor tekenfilms
- 11 september – John Ritter, Amerikaanse acteur
- 12 september – Johnny Cash, Amerikaanse countryzanger, echtgenoot van juni Carter Cash
- 16 september – Erich Hallhuber, acteur
- 22 september – Gordon Jump, Amerikaanse acteur.
- 27 september – Donald O'Connor, entertainer, acteur
- 28 september – Elia Kazan, regisseur
- 2 oktober – Gunther Philipp, Oostenrijkse acteur
- 3 oktober – William Steig, Amerikaanse, maker van Shrek
- 5 oktober – Denis Quilley, Brits acteur
- 20 oktober – Jack Elam, Amerikaanse acteur, 84 jaar
- 21 oktober – Fred Berry, Amerikaanse acteur
- 23 oktober – Tony Capstick, Brits acteur
- 4 november – Ken Gampu, Zuid-Afrikaanse acteur
- 6 november – Eduardo Palomo, Mexicaanse acteur, 41 jaar
- 9 november – Art Carney, acteur, 85 jaar
- 11 november – Robert Brown, acteur
- 12 november – Jonathan Brandis, acteur, mogelijk zelfmoord, 27 jaar
- 12 november – Penny Singleton, actrice (95 jaar)
- 13 november – Kellie Waymire, actrice (35 jaar)
- 14 november – Gene Anthony Ray, acteur en danser
- 15 november – Dorothy Loudon, actrice
- 18 november – Michael Kamen, componist
- 20 november – Kerem Yilmazer, Turkse acteur (58 jaar)
- 20 november – Robert Addie, Brits acteur (43 jaar)
- 27 november – Will Quadflieg, Duitse acteur
- 3 december – David Hemmings, acteur
- 12 december – Keiko, orka uit de films Reino Aventura en Free Willy, (27 jaar)
- 14 december – Jeanne Crain, actrice
- 17 december – Ed Devereaux, Australische acteur
- 19 december – Hope Lange, actrice
- 27 december – Alan Bates, Brits acteur
- 30 december – Anita Mui, 40 actrice uit Hong Kong
- 30 december – John Gregory Dunne, 71, schrijver

1870-1879 · 1880-1889 · 1890 · 1891 · 1892 · 1893 · 1894 · 1895 · 1896 · 1897 · 1898 · 1899 · 1900 · 1901 · 1902 · 1903 · 1904 · 1905 · 1906 · 1907 · 1908 · 1909 · 1910 · 1911 · 1912 · 1913 · 1914 · 1915 · 1916 · 1917 · 1918 · 1919 · 1920 · 1921 · 1922 · 1923 · 1924 · 1925 · 1926 · 1927 · 1928 · 1929 · 1930 · 1931 · 1932 · 1933 · 1934 · 1935 · 1936 · 1937 · 1938 · 1939 · 1940 · 1941 · 1942 · 1943 · 1944 · 1945 · 1946 · 1947 · 1948 · 1949 · 1950 · 1951 · 1952 · 1953 · 1954 · 1955 · 1956 · 1957 · 1958 · 1959 · 1960 · 1961 · 1962 · 1963 · 1964 · 1965 · 1966 · 1967 · 1968 · 1969 · 1970 · 1971 · 1972 · 1973 · 1974 · 1975 · 1976 · 1977 · 1978 · 1979 · 1980 · 1981 · 1982 · 1983 · 1984 · 1985 · 1986 · 1987 · 1988 · 1989 · 1990 · 1991 · 1992 · 1993 · 1994 · 1995 · 1996 · 1997 · 1998 · 1999 · 2000 · 2001 · 2002 · 2003 · 2004 · 2005 · 2006 · 2007 · 2008 · 2009 · 2010 · 2011 · 2012 · 2013 · 2014 · 2015 · 2016 · 2017 · 2018 · 2019 · 2020 · 2021 · 2022 · 2023 · 2024 · 2025